# Кармайкл, Алистер
Алекса́ндр Мо́ррисон Карма́йкл (англ. Alexander Morrison Carmichael), более известен как А́листер Карма́йкл (англ. Alistair Carmichael; род. 15 июля 1965, Айлей, Шотландия) — британский политик, министр по делам Шотландии в первом кабинете Дэвида Кэмерона (2013—2015).

## Биография
Окончил среднюю школу в Айлее, работал некоторое время менеджером в отеле, уже в 14-летнем возрасте вступил в партию либеральных демократов. Получил юридическое образование в Абердинском университете и впоследствии был назначен дознавателем случаев внезапной смерти.
В 2001 году избран в Палату общин от Оркнейских и Шетландских островов, став первым среди либеральных демократов в парламенте, чьими двумя непосредственными предшественниками в избирательном округе были его однопартийцы — бывший лидер Либеральной партии Джо Гримонд и Джим Уоллес. Представлял для прессы позицию либеральных демократов относительно политики в отношении Северной Ирландии.
В 2010—2013 годах являлся заместителем главного парламентского организатора либеральных демократов в Палате общин и счетоводом Двора.
7 октября 2013 года министр по делам Шотландии Майкл Мур оставил свою должность в первом кабинете Кэмерона, и его заменил Кармайкл.
15 июля 2014 года Дэвид Кэмерон произвёл массовые перестановки в кабинете, но Кармайкл сохранил должность.
11 мая 2015 года Дэвид Кэмерон сформировал однопартийное правительство консерваторов, а Кармайкл и другие либеральные демократы лишились портфелей.
В 2017 году отказался от борьбы за лидерство в партии и занял должность главного парламентского организатора в Палате общин.